# Pachystachys lutea
Pachystachys lutea är en akantusväxtart som beskrevs av Christian Gottfried Daniel Nees von Esenbeck. Pachystachys lutea ingår i släktet Pachystachys och familjen akantusväxter. Inga underarter finns listade i Catalogue of Life.

## Bildgalleri

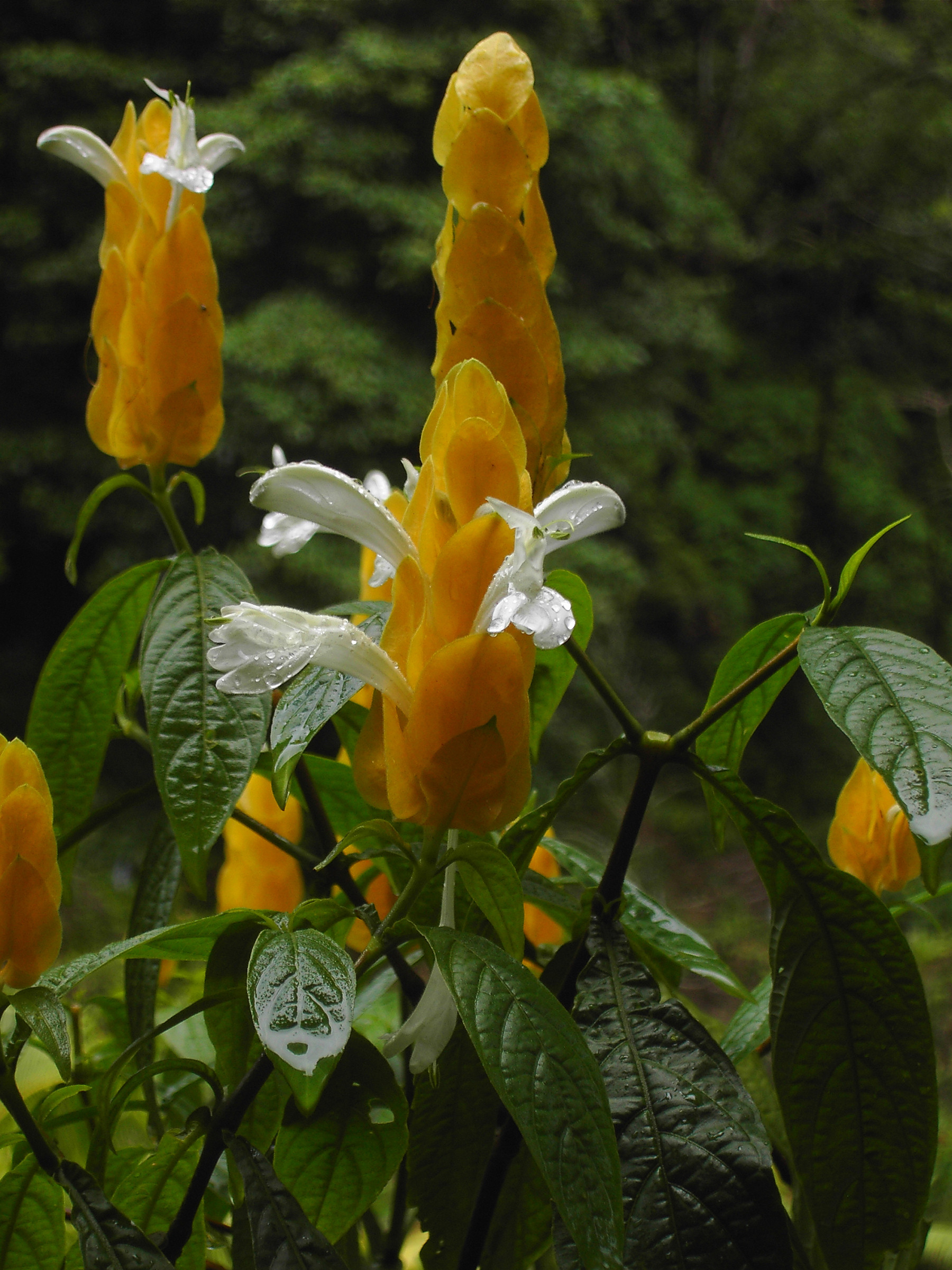